# Яловский, Виктор Михайлович
Виктор Михайлович Яловский (1 августа 1965 — 8 августа 2012, Харьков, Украина) — советский и украинский футболист, защитник. Мастер спорта СССР (1988).

## Биография
Воспитанник харьковского футбола. В 1983 году дебютировал в составе харьковского «Металлиста» 8 июня 1983 года в гостевом матче чемпионата СССР с кишиневской «Нистру», в следующем году провёл за команду пять матчей. Армейскую службу проходил в 1985—1985 годах в команде второй лиги СКА Киев. В 1987 году вернулся в «Металлист», первые два года выступал в основном за дубль, в 1988 году стал победителем Кубка СССР. В 1989 году сыграл за команду 26 матчей в чемпионате, забил свой единственный гол за «Металлист» — 3 мая в домашнем матче с «Зенитом». В 1990 и 1991 годах провёл в чемпионате 17 и 16 матчей соответственно, в последнем сезоне за «Металлист» сыграл 16 матчей в первом чемпионате Украины, стал финалистом Кубка Украины. Далее играл за команды «Кремень» Кременчуг (1992), «Торпедо» Запорожье (1993), «Темп» Шепетовка (1993—1994), «Подолье» Хмельницкий (1994), «Скала» Стрый (1995), «Кривбасс» Кривой Рог (1996), «Звезда» Кировоград (1998).
После окончания карьеры долго не мог устроиться на работу. Вместе с Русланом Колоколовым работал тренером в «Металлисте» и ФК «Харьков». Работал начальником службы охраны в супермаркете. Яловский курил, имел проблемы с сердцем и венами на ногах. Болезни и сильная жара привели к закупорке вен. Скончался 8 августа 2012 года в возрасте 47 лет.

## Достижения
- Обладатель Кубка СССР 1988.
- Финалист Кубка Украины 1992.